# Maple Falls
Maple Falls az Amerikai Egyesült Államok északnyugati részén, Washington állam Whatcom megyéjében elhelyezkedő település.
Maple Falls önkormányzattal nem rendelkező, úgynevezett statisztikai település; a Népszámlálási Hivatal nyilvántartásában szerepel, de közigazgatási feladatait Whatcom megye látja el. A 2010. évi népszámlálási adatok alapján 324 lakosa van.
Az egyik első telepes Herbert Everant Leavitt volt, aki kovácsműhelyt, éttermet és két szállodát üzemeltetett, valamint 24 éven át volt megyei tisztviselő.

## Éghajlat
A település éghajlata óceáni (a Köppen-skála szerint Cfb).

## Fordítás
- Ez a szócikk részben vagy egészben  a   Maple Falls, Washington című angol Wikipédia-szócikk ezen változatának fordításán alapul.  Az eredeti cikk szerkesztőit annak laptörténete sorolja fel. Ez a jelzés csupán a megfogalmazás eredetét és a szerzői jogokat jelzi, nem szolgál a cikkben szereplő információk forrásmegjelöléseként.